# Guillaume Jacques
 (novembre 2017).
Pour les articles homonymes, voir Jacques.
Guillaume Jacques (chinois simplifié : 向柏霖 ; pinyin : Xiàng Bólín), né le 16 septembre 1979 à Paris, est un linguiste français.
Spécialisé dans l'étude des langues sino-tibétaines, en particulier le chinois archaïque, le tangoute et le tibétain, il s'intéresse à titre personnel aux études indo-européennes.

## Biographie
Il étudie la linguistique. Après un travail de terrain d'une année dans le Sichuan (2002-2003), il soutient, en 2004, une thèse de doctorat intitulée Phonologie et morphologie du japhug, sous la direction de Marie-Claude Paris, à l'université Paris-Diderot,.
Après quelques années à l'université Paris-Descartes, il devient chercheur au Centre de recherches linguistiques sur l'Asie orientale (CRLAO). Il est directeur de recherches.
Depuis 2014, il est co-rédacteur en chef des Cahiers de linguistique Asie orientale.
Il est responsable des comptes-rendus de la revue d'études indo-européennes Wékwos, fondée en 2014.
Nathan W. Hill (en) (SOAS) qualifie son ouvrage de 2014 sur le tangoute de « quite probably the most important single book ever to be published in the field of Trans-Himalayan historical linguistics ».

## Distinctions
- 2015 : médaille de bronze du CNRS[8].